# Юшантен
Юшанте́н (фр. Uchentein) — коммуна во Франции, находится в регионе Окситания. Департамент коммуны — Арьеж. Входит в состав кантона Кастийон-ан-Кузеран. Округ коммуны — Сен-Жирон.
Код INSEE коммуны — 09317.

## Население
Население коммуны на 2008 год составляло 35 человек.
| 1962 | 1968 | 1975 | 1982 | 1990 | 1999 | 2008 |
| ---- | ---- | ---- | ---- | ---- | ---- | ---- |
| 30   | 38   | 40   | 18   | 21   | 26   | 35   |

## Экономика
В 2007 году среди 26 человек в трудоспособном возрасте (15—64 лет) 11 были экономически активными, 15 — неактивными (показатель активности — 42,3 %, в 1999 году было 58,8 %). Из 11 активных работали 7 человек (2 мужчины и 5 женщин), безработных было 4 (2 мужчины и 2 женщины). Среди 15 неактивных 2 человека были учениками или студентами, 7 — пенсионерами, 6 были неактивными по другим причинам.